# Hiroki Sasaki
Hiroki Sasaki (佐々木 宏樹 Sasaki Hiroki?), född 17 juli 1993 i Chiba prefektur, är en japansk fotbollsspelare.
Sasaki började sin karriär 2016 i Fujieda MYFC. 2017 flyttade han till FC Kariya.